# Herr und Dame beim Wein
Herr und Dame beim Wein (auch Das Glas Wein) ist ein Ölgemälde von Jan Vermeer. Das 66,3 Zentimeter hohe und 76,5 Zentimeter breite Genrebild entstand vermutlich zwischen 1658 und 1660 und zählt damit zu seinem Frühwerk. Es zeigt eine sitzende Frau beim Weintrinken und einen stehenden Mann mit einem Krug in der Hand. Seit 1901 gehört das Bild zur Sammlung der Gemäldegalerie in Berlin.

## Bildbeschreibung
Herr und Dame beim Wein zeigt zwei Personen in der Bildmitte. Sie befinden sich in einem Raumausschnitt mit diagonal verlaufenden, abwechselnd grünen und braunen Kacheln. Die Dame sitzt im Profil zum Betrachter vor einem Tisch, auf dem ein orientalisch anmutender Teppich liegt. Leicht links hinter ihr steht der Mann. Er trägt ein grau-grünes Gewand und einen schwarzen Hut, der durch den von ihm geworfenen Schatten sein Gesicht anonymisiert. Sein Blick ist auf das Glas Wein gerichtet. An der Wand hinter ihm ist in der linken Ecke ein Bild mit einem auffälligen Goldrahmen zu erkennen. Es handelt sich hierbei um eine Landschaftsmalerei im Hochformat. Das vordere Fenster in der linken Wand ist leicht geöffnet und lässt Licht in den Raum hineinfallen. Es ist ein kostbares Bleiglasfenster mit einem Wappen in der Mitte. Das hintere Fenster ist geschlossen, sein unterer Teil ist mit Fensterläden komplett abgedeckt. Durch den oberen Teil des Fensters strömt durch einen blauen Vorhang gefiltert ein wenig Licht in den Raum. Auf dem Stuhl im Vordergrund, dem Betrachter am nächsten, liegt ein Saiteninstrument auf einem blauen Samtkissen. Ein identisches Kissen liegt auch auf der Bank, die sich zwischen Fensterwand und dem Tisch befindet.
Die mit einem Kleid aus roter Seide bekleidete Frau, die zudem eine weiße Haube trägt, wird beim Trinken von Wein gezeigt. Sie hat gerade ihr Glas ausgetrunken und hat es so vor ihrem Gesicht, dass die Lichtreflektion auf dem Glas ihre Augen verdeckt. Dies kann als Verbergen vor dem neben ihr stehendem Mann gedeutet werden. Dieser hat seine rechte Hand an dem weißen Weinkrug mit Messingdeckel, jedoch kein eigenes Glas, was darauf schließen lässt, dass er der Frau nachschenken möchte. Der Weinkrug bildet die Mitte des Gemäldes. Verschiedene andere Elemente, wie seine Farbe aber auch die Lichtführung lenken den Blick des Betrachters immer wieder auf den Krug.

## Ikonographie

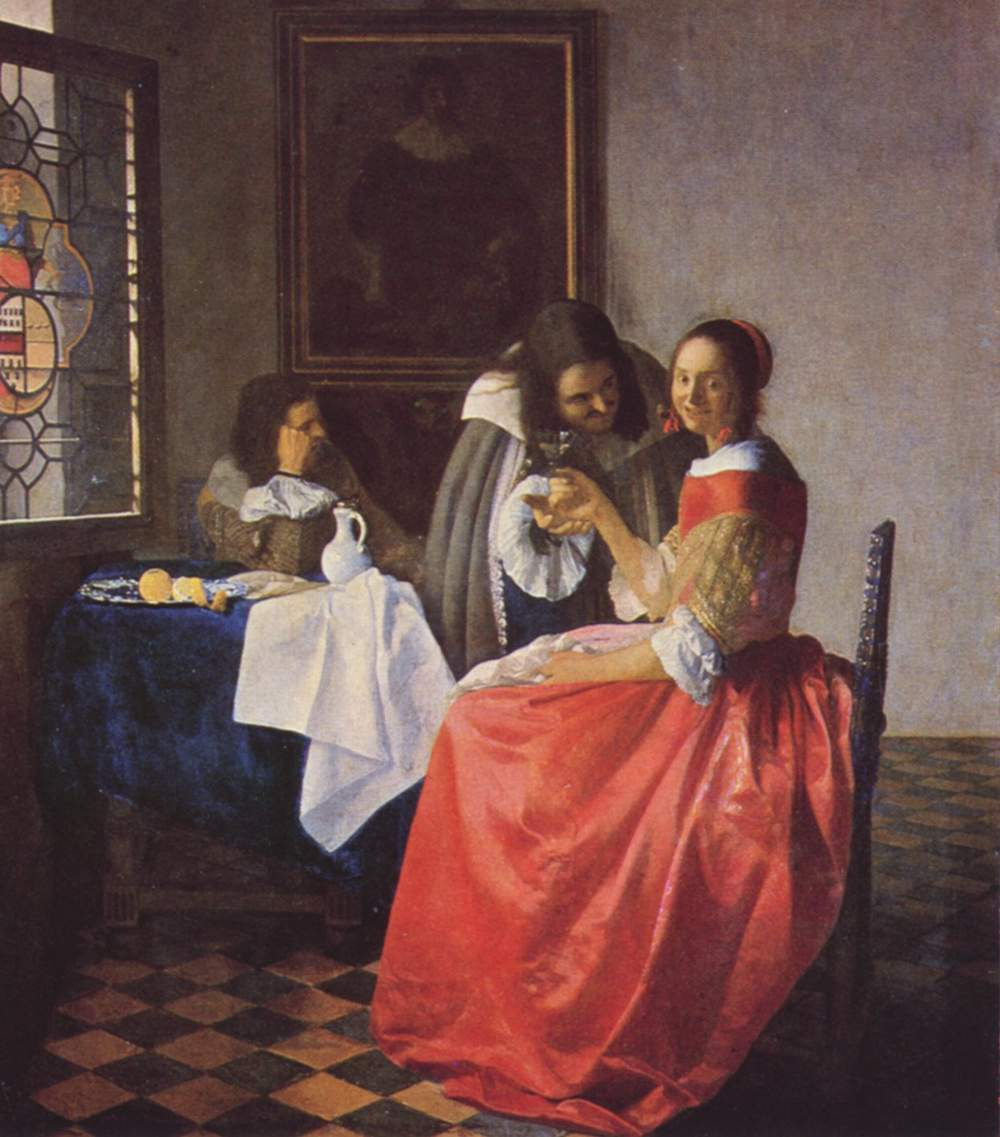
Das Mädchen mit dem Weinglas, Herzog Anton Ulrich-Museum in Braunschweig

Die Personenkonstellation gibt einen Hinweis auf eine sich anbahnende Liebschaft zweifelhaften Charakters. Trotzdem transportiert das Gemälde keine vordergründige Erotik, sondern eine Mahnung für ein tugendhaftes Leben. Das Motiv der Temperantia wird in der Wappenscheibe mit dem Attribut der Zügel aufgegriffen. Als Betrachter nimmt man die Position eines Voyeurs ein, der diese untugendhafte Szene durch ein Fenster von außen beobachtet. Dies wird besonders deutlich, wenn man das Bild mit dem Braunschweiger Pendant: Das Mädchen mit dem Weinglas vergleicht. Dort interagiert die Dame mit dem Betrachter, indem sie ihn fragend, direkt ansieht, während das Berliner Gemälde im Gegensatz für Anonymität steht.

## Provenienz
Der früheste Beleg für das Gemälde Herr und Dame beim Wein stammt aus dem Jahr 1736, als es am 18. Juli mit der Nummer 16 als Teil der Sammlung Jan van Loon in Delft für 52 Gulden versteigert wurde. 1785 ist es im Nachlassverzeichnis des Amsterdamer John Hope (1737–1784) verzeichnet. Erben des Bildes waren dessen Söhne Thomas Hope (1769–1831) und Henry Philip Hope (1774–1839), die sich 1794 in England niederließen. Der Sohn von Thomas Hope, Henry Thomas Hope (1808–1862), war der nächste Besitzer des Gemäldes, der es wiederum an seine Tochter Henrietta Adela (1843–1913) vererbte. Diese war seit 1861 mit Henry Pelham-Clinton, 6. Duke of Newcastle-under-Lyme verheiratet und vermachte Herr und Dame beim Wein ihrem Sohn Henry Pelham-Clinton, 8. Duke of Newcastle-under-Lyme (1866–1941). Bei der Versteigerung der Sammlung Hope Pelham-Clinton 1898 erstand die Londoner Kunsthandlung P. & D. Colnaghi die komplette Sammlung, zu der auch das Vermeerbild gehörte. Die Firma Colnaghi arbeitete hierbei eng mit dem Berliner Bankier Robert von Mendelssohn und dem Kaiser Friedrich-Museums-Verein zusammen. Seitens der Berliner Gemäldegalerie nahm der Kunsthistoriker Max Jakob Friedländer an den Verhandlungen teil. Von 1898 bis 1901 hing das Gemälde zunächst als Leihgabe auf der Berliner Museumsinsel, da eine Finanzierung noch nicht geklärt war. 1901 wurde das Bild für 165.000 Mark für die Gemäldegalerie angekauft.
Im Jahr 2000 wurde das Bild für eine Ausstellung zur Malerei der Epoche des Goldenen Zeitalters an das Amsterdamer Rijksmuseum verliehen. Im Gegenzug kam die Briefleserin in Blau für diese Zeit nach Berlin.